# Ken Chapman (cầu thủ bóng đá, sinh năm 1932)
Ken Chapman (sinh ngày 25 tháng 4 năm 1932) là một cựu cầu thủ bóng đá người Anh thi đấu ở vị trí tiền đạo.

## Sự nghiệp
Sinh ra ở Coventry, Chapman thi đấu cho Blackpool, Crewe Alexandra, Bradford City và Banbury Spencer.